# Kaunerberg
Kaunerberg je obec v Rakousku ve spolkové zemi Tyrolsko v okrese Landeck. K prvnímu lednu 2011 zde žilo 378 obyvatel.

## Poloha
Obec se nachází nad začátkem údolí Kaunertal s mnoha roztroušenými osadami a usedlostmi v nadmořské výšce 1300 až 1600 m. Prochází zde silnice přes Pillerhöhe do údolí Pitzal. Tato krajina je malebná. Typické jsou rozsáhlé systémy umělých zavlažovacích kanálů, nazývané Waal, které slouží k zavlažování ovocných sadů. Jižní svahy Kaunerbergu patří k oblastem s nejnižšími srážkami v Tyrolsku. Skalnaté svahy jsou porostlé suchomilnými travnatými porosty, jako v blízkém okolí Fließ.
Části obce jsou osady a usedlosti: Bichlwies, Brauneben, Ebene, Faldösens, Falpaus, Goldegg, Grüning, Grünstein, Lahng, Mairhof, Martinsbach, Nöckels, Oberfalpetan, Obergaiswies, Obwals, Öbele, Posch, Poschackerl, Prantach, Schnadingen, Tilge, Unterfalpetan, Untergaiswies, Wiese.

## Sousední obce
Kaunerberg sousedí s obcemi Faggen, Fließ, Jerzens, Kaunertal, Kauns, Sankt Leonhard im Pitztal.

## Historie
Kaunerberg byl osídlen ve středověku. První písemná zmínka je z roku 1288. Původní samostatné statky (farmy) se rozrostly do jednotlivých osad. V období let 1635–1636 byla obec silně postižena morovou epidemií. Rozsah byl tak velký, že musely být usedlosti znovu zalidněny převážně obyvateli z Pitzalu.
Kaunerberg byl původně součástí soudního okresu Ried v Tyrolsku, po jeho rozpuštění je od roku 1978 součástí soudního okresu Landeck.

## Památky
- Kaple svatých Petra a Pavla v osadě Prantach ze 17. století s věží u západní fasády.
- Vyřezávaná socha Matky Boží s datací na podstavci z roku 1640.